# Tatja Seibt
Tatja Seibt (* 3. März 1944 in Breslau) ist eine deutsche Schauspielerin.

## Leben
Von 1970 bis 1974 absolvierte Seibt die Hochschule für Musik und Theater Hannover. Ihr erstes Engagement erhielt sie in der Spielzeit 1974/75 in Pforzheim, danach gehörte sie von 1975 bis 1979 zum Ensemble in Bielefeld und 1979/80 in Ulm. Ab 1980 war sie freischaffend. Von 1986 bis 1993 arbeitete sie vorrangig am Schillertheater Berlin.
Tatja Seibt spielte an zahlreichen Theatern, insbesondere in Wien am Schauspielhaus, Akademietheater, Theater in der Josefstadt, am Theater Basel, Schauspielhaus Zürich, am Theater am Turm Frankfurt, Nationaltheater Mannheim und bei den Salzburger Festspielen, Residenztheater München sowie in Berlin an der Schaubühne am Lehniner Platz und am Maxim-Gorki-Theater.
Als Filmschauspielerin wurde sie bekannt in der Rolle der Cosima Wagner in Peter Patzaks Wahnfried. Auch in Krimiserien hatte sie verschiedene Auftritte, und häufig beteiligte sie sich an Hörspielen, Hörbüchern und Dichterlesungen.

## Filmografie
- 1982: Das Nest unter den Trümmern der Jahre (Fernsehfilm)
- 1986: Der Lockspitzel (Fernsehfilm)
- 1987: Wahnfried
- 1994: Suchen (Fernsehfilm)
- 1994: Der Mann mit der Maske (Fernsehfilm)
- 1995: Kinder der Nacht (Fernsehfilm)
- 1995: Wolffs Revier (Fernsehserie, Folge Chemie der Liebe)
- 2000: Blush
- 2001: Stahlnetz (Fernsehserie, Folge Ausgelöscht)
- 2003: Polizeiruf 110: Pech und Schwefel (Fernsehreihe)
- 2002: SOKO Leipzig (Fernsehserie, Folge Sport ist Mord)
- 2003: Tatort: Rosenholz
- 2004: Die fremde Frau (Fernsehfilm)
- 2004: Tatort: Der Name der Orchidee
- 2004: Die schöne Gegenwart (Fernsehfilm)
- 2005: Das Trio (Fernsehfilm)
- 2005: Neue Freunde, neues Glück (Fernsehfilm)
- 2006: Montag kommen die Fenster
- 2006: Vom Ende der Eiszeit
- 2006: Außen Stadt Nacht
- 2007: Der Dicke (Fernsehserie, Folge Große Pläne)
- 2007: Prager Botschaft
- 2007: Tatort: Satisfaktion
- 2008: Schattenwelt
- 2009: This Is Love
- 2011: Gegen Morgen
- 2012: Formentera
- 2013: Sein letztes Rennen
- 2014: Tatort: Der sanfte Tod
- 2015: Homesick
- 2015: SOKO Wismar (Fernsehserie, Folge Goldener Herbst)
- 2016: Alles Klara (Fernsehserie, Folge Herz aus Glas)
- 2016: Der geilste Tag
- seit 2016: Die Chefin (Fernsehserie, Einstieg in Folge Mädchenträume)
- 2016: Die Hände meiner Mutter
- 2016: Großstadtrevier (Fernsehserie, Folge Harrys Angst)
- 2017–2019: Dark (Fernsehserie, 8 Folgen)
- 2017: Invisible Sue
- 2017: In aller Freundschaft – Die jungen Ärzte (Fernsehserie, Folge Hab keine Angst)
- 2018: Gladbeck (Fernsehfilm, Zweiteiler)
- 2018: Grüner wird’s nicht, sagte der Gärtner und flog davon
- 2018: Der Prag-Krimi (Fernsehreihe, Folge Der kalte Tod)
- 2018: Der Kriminalist (Fernsehserie, Folge Kleiner Bruder)
- 2019: Der Irland-Krimi: Die Toten von Glenmore Abbey
- 2020: Um Himmels Willen (Fernsehserie, Folge Utas Erbe)
- 2021: Friesland: Haifischbecken
- 2021: Der Kroatien-Krimi (Fernsehserie, Folge Die Patin von Privonice)
- 2022: Polizeiruf 110: Hildes Erbe
- seit 2023: Einspruch, Schatz! (Fernsehreihe)
  - 2023: Ein Fall von Liebe
  - 2023: Unter Vätern
  - 2025: Überraschungsgäste
  - 2025: Herzenswünsche
  - 2025: Schwesterherz
- 2024: Die Zweiflers
- 2024: Tatort: Borowski und das ewige Meer

## Hörspiele und Features
- 1990: Paul Hengge: Ein Pflichtmandat – Regie: Robert Matejka (Hörspiel – RIAS Berlin)
- 2008: Ruth Fruchtman: Mein Exil Zuhause (Lob der Heimatlosigkeit) – Regie: Nikolai von Koslowski (Feature – WDR/RBB)
- 2013: Etel Adnan: Arabische Apokalypse – Realisation: 48nord/Ulrike Brinkmann/Klaudia Ruschkowski (Hörspiel – DKultur/HR)
- 2013: Sara M. Schüller: Aus der Ferne: Drei Schwestern – Regie: Anouschka Trocker (Hörspiel – DKultur)
- 2014: Esther Dischereit: Blumen für Otello – Regie: Giuseppe Maio (DKultur)
- 2018: Der dunkle Wald. Trisolaris-Trilogie nach Liu Cixin, Regie: Martin Zylka (Hörspiel – WDR)[2]

## Auszeichnungen
- 1981: Schauspielerin des Jahres für die Darstellung der Regine in Die Schwärmer von Robert Musil
- 1986: Kainz-Medaille für die Darstellung der Ilse in Die Riesen vom Berge von Luigi Pirandello
- 2000: Großer Hersfeld-Preis für ihre Rolle der Elisabeth in Maria Stuart
- 2009: Nestroy-Theaterpreis-Nominierung als Beste Schauspielerin für die Rolle der Edith in Besuch bei dem Vater am Theater in der Josefstadt